# Казаткуль
Казатку́ль — село в Татарском районе Новосибирской области. Административный центр Казаткульского сельсовета.

## География
Площадь села — 363 гектара.

## Население
| 2002 | 2007 | 2010 |
| ---- | ---- | ---- |
| 630  | ↘595 | ↘465 |

## Инфраструктура
В селе по данным на 2007 год функционируют 1 учреждение здравоохранения и 2 учреждения образования.

## Известные уроженцы
- Волков, Иван Архипович (1914—1942) — советский военнослужащий, старший лейтенант, Герой Советского Союза.